# Provadia
Provadia (Bulgaars: Провадия) is een plaats in de Bulgaarse oblast Varna, gelegen langs de gelijknamige rivier. De stad is het administratief centrum van de gemeente Provadia.
Nabij Provadia ligt Solnitsata, de site van de oudste gekende bewaarde prehistorische stad in Europa. Al sinds het Neolithicum, tussen 4700 en 4200 voor Christus, was het een handelspost en productielocatie voor de zouthandel. De stad begon als een fort, waar van de ruïnes nog bewaard zijn gebleven. Oude namen voor de stad en het fort zijn Provat, Ovech, Provanto en Pravadı. Tijdens de middeleeuwen was Provadia een belangrijk centrum van het Eerste Bulgaarse Rijk.
In december 2018 telde Provadia 12.075 inwoners. Het is een van de 20 grootste plaatsen in de Zwarte Zee Euregio. De plaats is bekend om zijn zoute mineraalwater en milde klimaat, alsmede het feit dat in de bergen rondom de stad zich 70 kilometer aan grotten bevindt.
Ten zuiden van de stad ligt de grootste zoutmijn van Bulgarije. Andere belangrijke industrieën in de stad zijn een moderne biodiesel-installatie, textielfabrieken, scheepsbouw en de productie van zonnebloemolie.

## Provadia (gemeente)
De gemeente Provadia bestaat uit de stad Provadia en 24 nabijgelegen dorpen. 
| Plaats      | Cyrillisch  | Oude naam (meestal Turks)        | Bevolking |
| ----------- | ----------- | -------------------------------- | --------- |
| Provadia    | Провадия    | Pir-i Vadi                       | 13.255    |
| Blaskovo    | Блъсково    | Asıl Beyli - Асъл бейлии         | 1.336     |
| Bozvelijsko | Бозвелийско | Kadı Köy - Кадъ кьой             | 1.324     |
| Barzitsa    | Бързица     | Şeremet - Шеремет                | 198       |
| Tsjajka     | Чайка       | Çayak - Чайляк, Чайлък           | 71        |
| Tsjerkovna  | Черковна    | -                                | 216       |
| Tsjernook   | Черноок     | Kara Köse - Кара кьосе, Чернооко | 268       |
| Dobrina     | Добрина     | Cizdar Köy - Джиздар кьой        | 232       |
| Gradinarovo | Градинарово | Köpekli - Кьопеклии              | 807       |
| Hrabrovo    | Храброво    | Fethi Köy - Фете кьой            | 390       |
| Kiten       | Китен       | -                                | 52        |
| Komarevo    | Комарево    | -                                | 437       |
| Krivnja     | Кривня      | -                                | 398       |
| Manastir    | Манастир    | -                                | 495       |
| Nenovo      | Неново      | -                                | 57        |
| Ovtsjaga    | Овчага      | Murat Sofu - Мурад софу          | 166       |
| Petrov Dol  | Петров дол  | Dere Köy - Дере кьой             | 369       |
| Ravna       | Равна       | -                                | 149       |
| Slavejkovo  | Славейково  | -                                | 413       |
| Snezhina    | Снежина     | Kar yağdı - Кар ягдъ, Кайредне   | 616       |
| Staroselets | Староселец  | Eski Arnavutlar - Ески арнаутлар | 60        |
| Tutrakantsi | Тутраканци  | Baldir Köy - Балдър кьой         | 226       |
| Ventsjan    | Венчан      | -                                | 248       |
| Zhitnitsa   | Житница     | Desteci - Тестеджи               | 891       |
| Zlatina     | Златина     | Yenice Köy - Енидже кьой         | 260       |
| Total       | -           | -                                | 22.934    |

## Bevolking
Op 31 december 2018 telt de gemeente Provadia 20.976 inwoners, waarvan 12.075 in de stad Provadai en 8.901 in de nabijgelegen 24 dorpen. De urbanisatiegraad bedraagt 58% in 2018. 
| stad Provadia     | 8.729  | 12.463 | 13.826 | 15.166 | 15.781 | 15.251 | 14.141 | 13.255 | 12.075 |
| gemeente Provadia | 34.746 | 36.366 | 34.691 | 33.413 | 30.434 | 28.414 | 25.718 | 22.934 | 20.976 |

#### Etnische samenstelling
De bevolking van de stad Provadia bestaat vooral uit Bulgaren (77%), gevolgd door Bulgaarse Turken (14%) en de Roma (7%). De bevolking van de gemeente Provadia bestaat voor 68% uit Bulgaren, 12% uit Bulgaarse Turken en 17% uit etnische Roma. De meeste Roma/zigeuners wonen in dorpen buiten de stad Provadia, zoals Gradinarovo (79%), Snezhina (74%), Blaskovo (52%), Bozvelijsko (35%), Krivnja (34%), Zlatina (26%) en Zhitnitsa (25%). Er zijn verder ook twee dorpen waar Bulgaarse Turken de meerderheid vormen: Tsjernook (83%) en Slavejkovo (64%).